# Himantura

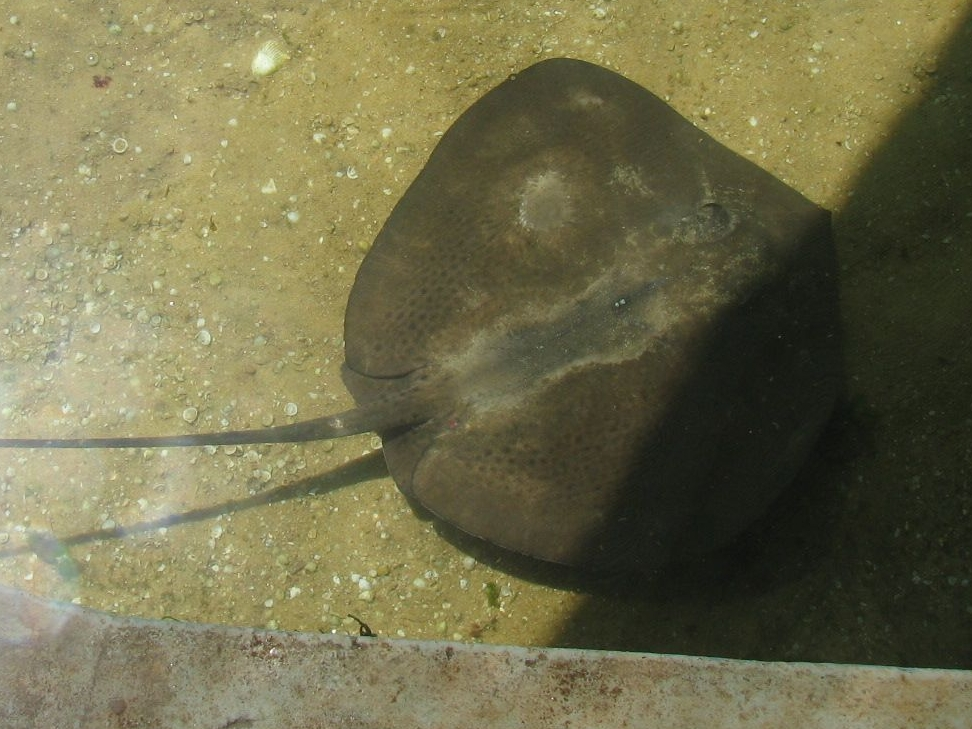
Himantura astra

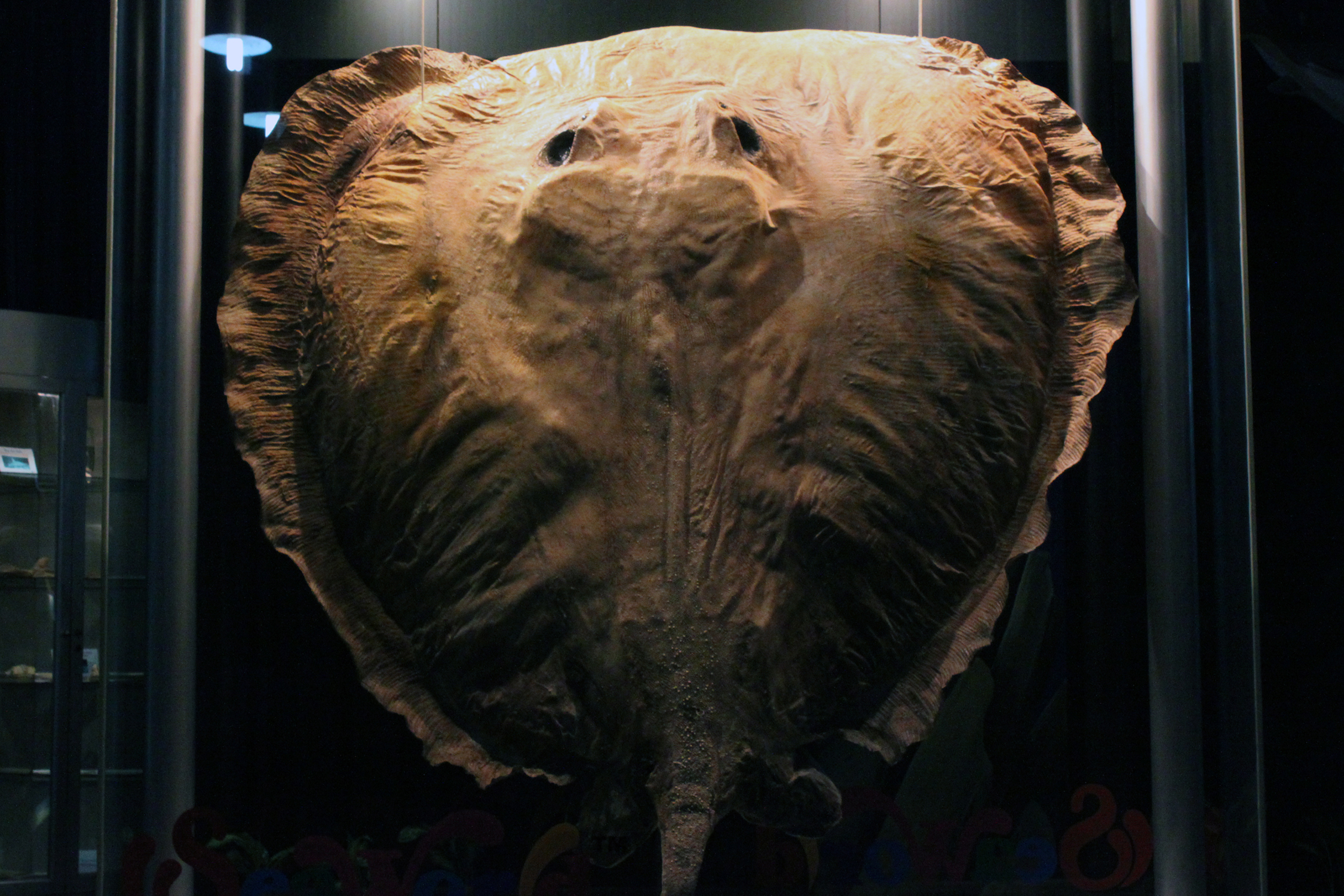
Himantura chaophraya

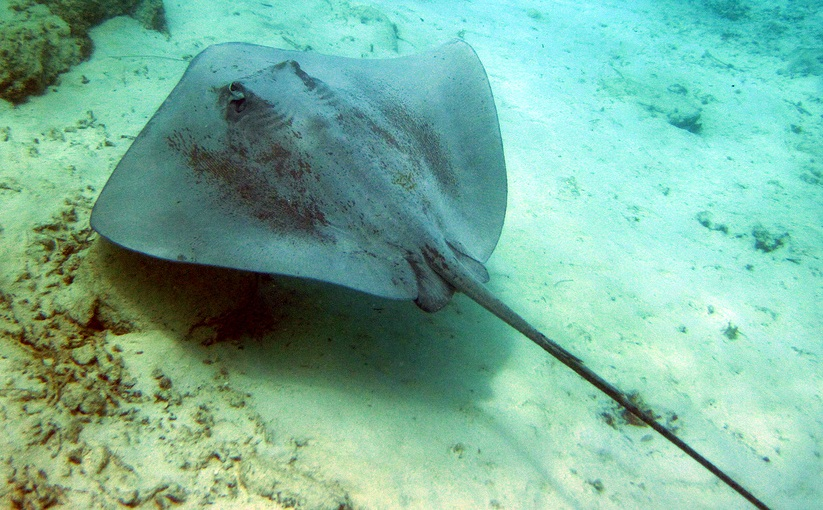
Himantura fai fotografiada a la Polinèsia Francesa.

Himantura és un gènere de rajades de la família dels dasiàtids.

## Descripció
- Cap continu amb el disc, el qual és un rombe arrodonit, cobert de denticles aplanats però sense grans espines i més ample que llarg.
- La longitud del musell és menor o igual a la distància entre els espiracles.
- Se les distingeix d'altres rajades per tenir una cua llarga, prima, sense plecs i amb 1-2 espines verinoses.
- Totes les espècies són morfològicament molt diverses, fins al punt que el gènere podria presentar polifiletisme.[2][3]

## Distribució geogràfica
És un gènere circumtropical que es troba a tots els oceans tropicals (llevat de l'Atlàntic oriental), la majoria de les espècies del qual viuen al Pacífic occidental i l'oceà Índic.

## Taxonomia
- Himantura alcockii (Annandale, 1909)[5]
- Himantura astra (Last, Manjaji-Matsumoto & Pogonoski, 2008)[6]
- Himantura bleekeri (Blyth, 1860)[7]
- Himantura chaophraya - Escurçana gegant d'aigua dolça (Monkolprasit & Roberts, 1990)[8]
- Himantura dalyensis (Last & Manjaji-Matsumoto, 2008)[9]
- Himantura draco (Compagno & Heemstra, 1984)[10]
- Himantura fai (Jordan & Seale, 1906)[11]
- Himantura fava (Annandale, 1909)[5]
- Himantura fluviatilis (Hamilton, 1822)
- Himantura gerrardi (Gray, 1851)[12]
- Himantura granulata (Macleay, 1883)[13][14]
- Himantura hortlei (Last, Manjaji-Matsumoto & Kailola, 2006)[15]
- Himantura imbricata (Bloch & Schneider, 1801)[16]
- Himantura jenkinsii (Annandale, 1909)[17]
- Himantura kittipongi (Vidthayanon & Roberts, 2005)[18]
- Himantura krempfi (Chabanaud, 1923)[19]
- Himantura leoparda (Manjaji-Matsumoto & Last, 2008)[20]
- Himantura lobistoma (Manjaji-Matsumoto & Last, 2006)[21]
- Himantura marginata (Blyth, 1860)[7]
- Himantura microphthalma (Chen, 1948)[22]
- Himantura oxyrhyncha (Sauvage, 1878)[23][24]
- Himantura pacifica (Beebe & Tee-Van, 1941)[25]
- Himantura pareh (Bleeker, 1852)[26]
- Himantura pastinacoides (Bleeker, 1852)[26]
- Himantura schmardae (Werner, 1904)[27][28]
- Himantura signifer (Compagno & Roberts, 1982)[29]
- Himantura toshi (Whitley, 1939)[30]
- Himantura uarnacoides (Bleeker, 1852)[26]
- Himantura uarnak (Forsskål, 1775)[31]
- Himantura undulata (Bleeker, 1852)[26]
- Himantura walga (Müller & Henle, 1841)[32][33][34][35][36][37][38]